# Johan Tötterström

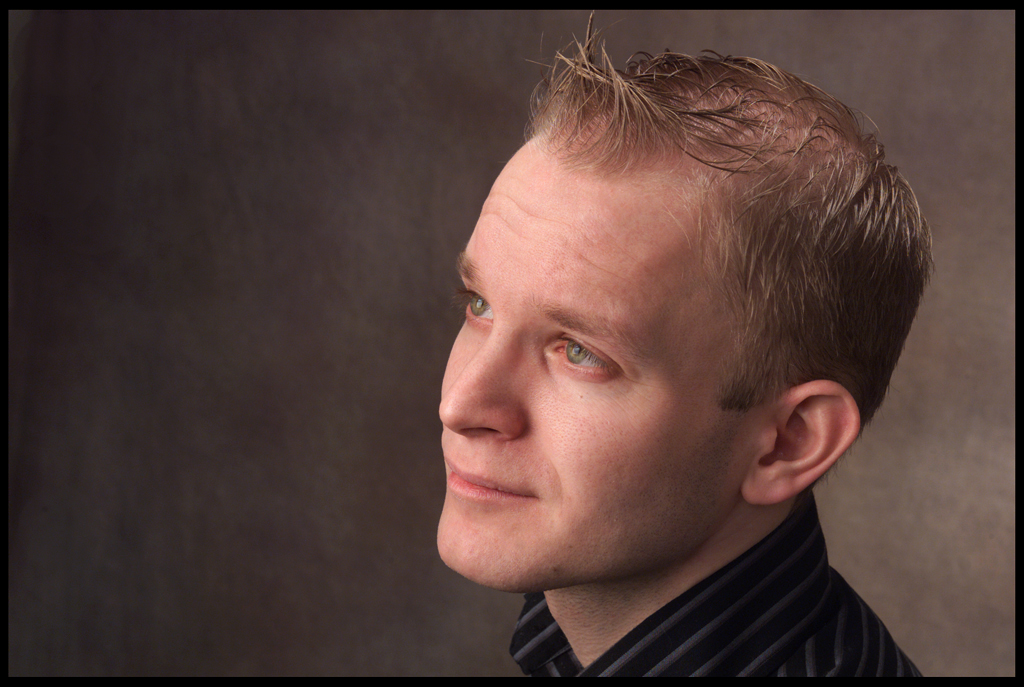
Johan Tötterström

Johan Tötterström, född 14 september 1977, är en svensk frilansande operasångare (tenor).
Tötterström har studerat vid Guildhall School of Music and Drama i London varifrån han har en dubbelexamen (Masters Degree samt Bachelors Degree w.Honours i sång). Under sin tid vid Katedralskolans l Lund Musikklasser deltog Tötterström som grundande medlem i underhållningskvartetten Tre Män och En baby.
Johan Tötterström framträder inom opera, oratorier och på konsertscenen och har varit solist bland annat i Händels Dixit Dominus, Mozarts Requiem, Beethovens Mässa i C samt Igor Stravinskijs Pulcinella. Vid Glyndebourne Opera i England har Johan Tötterström sjungit rollen som Idris i Tangier Tattoo.
Tötterström har på senare tid gjort en rad uppskattade framträdanden vid Malmö Opera och Musikteater. Bland annat rollen som Herr Kors & Tvärs i Flygande Trumman på Operaverkstan samt rollen som Nick i Puccinis La Fanciulla del West på Malmöoperans stora scen.

## Framträdanden i urval
- Herr Kors & Tvärs i Hellsings/Söderlunds Flygande Trumman vid Operaverkstan, Malmö (feb. 2008 samt sept-nov 08).
- Nick i Puccinis La Fanciulla del West vid Malmö opera och musikteater (2007)
- Hejduk i Jonas Forssells opera Träskoprinsessan (2007)